# Daimyō

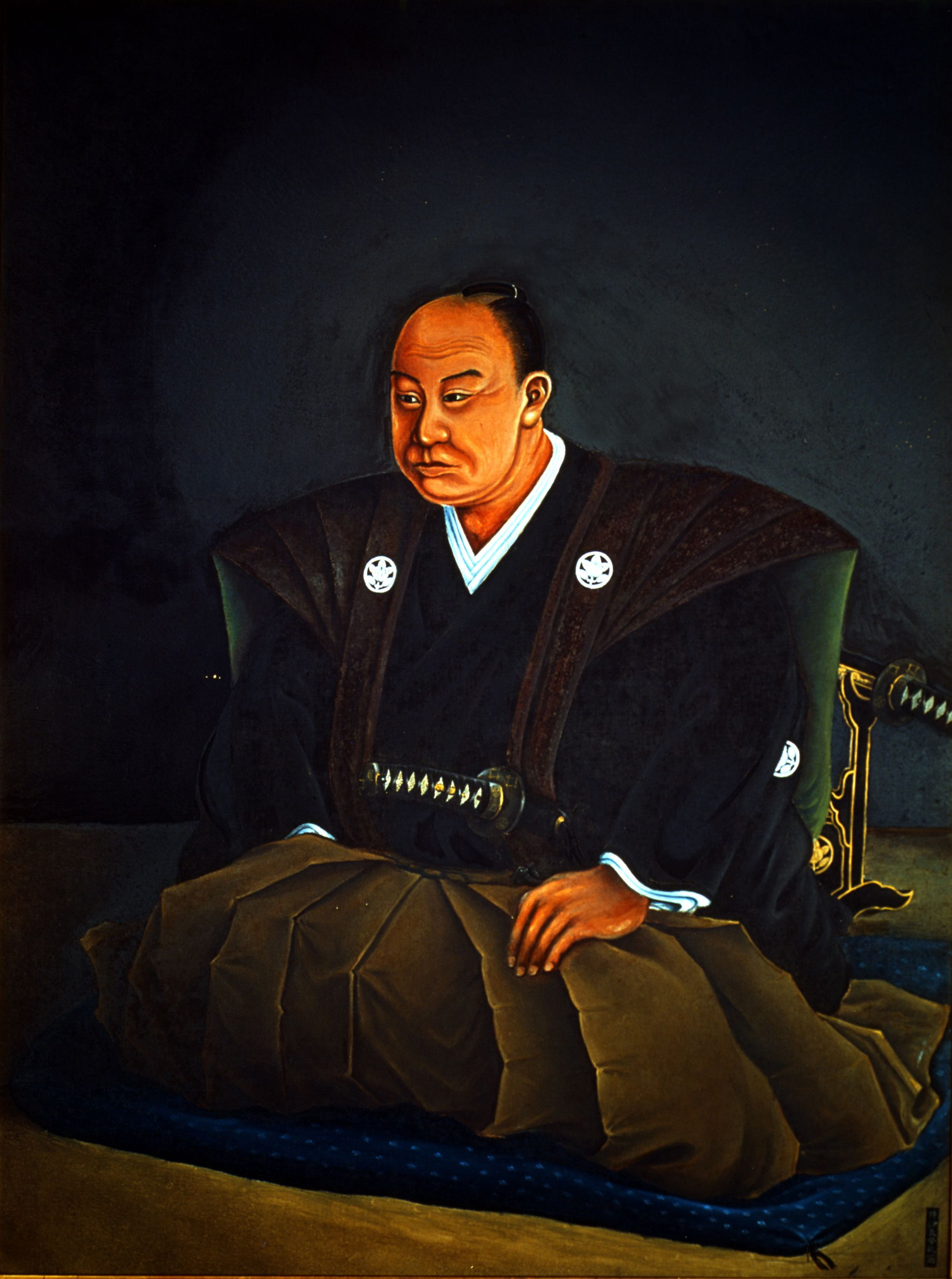
Ii Naosuke war ein Daimyō.

Daimyō (jap. 大名), im Deutschen häufig auch als Fürst bezeichnet, waren lokale Herrscher im feudalen Japan.
Das Wort, in dieser Schreibweise „großer Name“ bedeutend, war ursprünglich eine Kurzform von Daimyōshu (大名主) und verwies auf ihren Großgrundbesitz. Ab dem 12. Jahrhundert wurde das Wort nach und nach eine Bezeichnung für eine Position innerhalb der Samurai.
Die Daimyō waren vor allem Mitglieder des Schwertadels (buke) und unterstanden formal dem Shōgunat. Sie hatten ihrerseits Samurai als Vasallen, die sie aus dem Einkommen ihres Lehens (han) zu bezahlen hatten. Da die Zentralmacht über weite Strecken der Muromachi-Zeit ihre Gewalt nicht durchsetzen konnte, konnten viele Daimyō ihre Lehen de facto völlig unabhängig regieren.

## Muromachi-Zeit
Während der Muromachi-Zeit (1336–1573) erschienen Shugo-Daimyō als Militärgouverneure (Shugo) des Ashikaga-Shōgunats. Es gelang dem Ashikaga-Shogunat noch einmal für etwa 150 Jahre die Zentralmacht durch repressive Regelungen wie eine Wehrpflicht so zu stärken, sodass der Separatismus durch die lokalen Herrscher für eine Weile unterdrückt werden konnte. Allerdings erlangten jene mit der Zeit mehr und mehr Einfluss in ihren Lehen, sodass durch Tradition bald die Rolle des Shugo erblich wurde und auf die Häuser der Daimyo überging.

## Sengoku-Zeit
In der Sengoku-Zeit (1477–1573) wurde die Zentralregierung weiter geschwächt, infolgedessen gewannen die Daimyō stark an Einfluss und nahmen die Rollen von souveränen Fürsten an, von denen viele die Vereinigung des ganzen Landes unter dem Banner des eigenen Klans anstrebten.

## Edo-Zeit
Zu Beginn der Edo-Zeit (1603–1868) regelte der zur Macht gekommene Shōgun Tokugawa Ieyasu das System seiner jetzt untertänigen Daimyō so, dass das Mindesteinkommen 10.000 Koku Reis betrug. Durch die Auferlegung zahlreicher Pflichten konnte das Tokugawa-Shōgunat eine größere Kontrolle über die Daimyō erlangen. So mussten diese im Rahmen des sankin kōtai die Hälfte ihrer Zeit in Edo verbringen. Zur Zeit ihrer Abwesenheit mussten sie ihre Frauen als Geiseln in Edo lassen.
Die wichtigste Klassifizierung der Daimyō in der Edo-Zeit war:
1. Shimpan-Daimyō (親藩大名): Verwandte der Tokugawa
2. Fudai-Daimyō (譜代大名): diejenigen, die bei der Schlacht von Sekigahara auf Seiten Tokugawa Ieyasus gestanden hatten.
3. Tozama-Daimyō (外様大名): diejenigen, die bei der Schlacht von Sekigahara auf der Verliererseite gestanden hatten und nach der Schlacht von der Aufforderung zum Seppuku verschont blieben. Diese Tozama-Daimyô konnten kein Amt im Shogunat bekleiden. Sie waren es dann auch, die 1868 das Shogunat stürzten.

Weitere Klassifizierung der Daimyō in der Edo-Zeit:
1. Kakaku (家格): Klasse der Familie
2. Kan’i (官位): Amtsrang am Kaiserhof
3. Kokudaka (石高): Reiseinkommen
4. Yakushoku (役職): Stelle im Edo-Shōgunat

Das Shogunat ordnete die Lehen so an, dass die Hauptstadt Edo weitgehend von Fudai-Daimyō umgeben war. Die Tozama-Daimyō hingegen wurden wegen ihrer früheren Gegnerschaft gegen die Tokugawa mit Lehen in der Peripherie versehen.
Die Daimyō wurden durch strenge Gesetze des Edo-Shōgunats kontrolliert. In der Edo-Zeit gab es etwa 260 Daimyō und damit 260 Han.
Nach dem Ende des Shōgunats forderte die Regierung in der frühen Meiji-Zeit 1869 die Daimyō auf, ihr Regierungsrecht über Land und Leute dem Hof zurückzugeben. Alle Daimyō folgten dieser Empfehlung und wurden danach Chihanji (Gouverneur des Hans). 1871 entschied sich die Regierung, die Han abzuschaffen und stattdessen Präfekturen zu gründen. Die ehemaligen Daimyō erhob die Regierung in den neuen Adelsstand Kazoku. Ihr Status richtete sich dabei nach der Größe ihres früheren Lehens.